# Bandraboua
Bandraboua is een gemeente in het Franse departement Mayotte, een eiland ten noorden van de Straat Mozambique. In 2017 had de gemeente 13.989 inwoners.

## Geografie
De gemeente ligt in het noorden van het eiland Grande-Terre op 14 km van de hoofdstad Mamoudzou.
- MusicBrainz: eb88e88e-210b-496f-9af3-d64211343086